# Andrzej Wajda
Andrzej Witold Wajda (Suwałki, Poljska, 6. ožujka 1926. –  Varšava, 9. listopada 2016.), bio je poljski redatelj, scenarist i producent.
1981. Wajda je osvojio Zlatnu palmu za film Čovjek od željeza.
2000. godine Wajda je bio dobitnik Oscara za životno djelo.
2008. poljski je dnevnik Gazeta Wyborcza Wajdu proglasio Čovjekom godine.